# صموئيل س. فيليبس
صموئيل س. فيليبس (بالإنجليزية: Samuel C. Phillips)‏ هو مهندس وضابط أمريكي، ولد في 19 فبراير 1921 في سبرينغفيل في الولايات المتحدة، وتوفي في 31 يناير 1990 في شبه جزيرة بالوس فيرديس في الولايات المتحدة.